# Paron (filozof)
Paron – filozof grecki, zaliczany do grona pitagorejczyków. Jego imię pojawia się w pismach Arystotelesa w rozważaniach dotyczących natury wszechświata i czasu.
Według niektórych źródeł Paron był postacią fikcyjną, a jego pojawienie się w literaturze przedmiotu związane było z błędnym odczytaniem Arystotelesa.